# 20 Massalia
A 20 Massalia a Naprendszer kisbolygóövében található aszteroida. Annibale de Gasparis fedezte fel 1852. szeptember 19-én.